# Ilhas Ômicron
As Ilhas Ômicron são um grupo de pequenas ilhas que pertencem às Ilhas Melchior e fazem parte do Arquipélago Palmer, na costa noroeste da Península Antártica. As ilhas estão localizadas na Baía Dallmann, a sudeste da Ilha Ômega. O nome das ilhas vem de ômicron, a décima quinta letra do alfabeto grego. O nome parece ter sido usado pela primeira vez em um mapa argentino de 1946, após expedições argentinas a essas ilhas entre 1942 e 1943. 